# 扎尼亞納多
7°16′N 2°21′E / 7.267°N 2.350°E

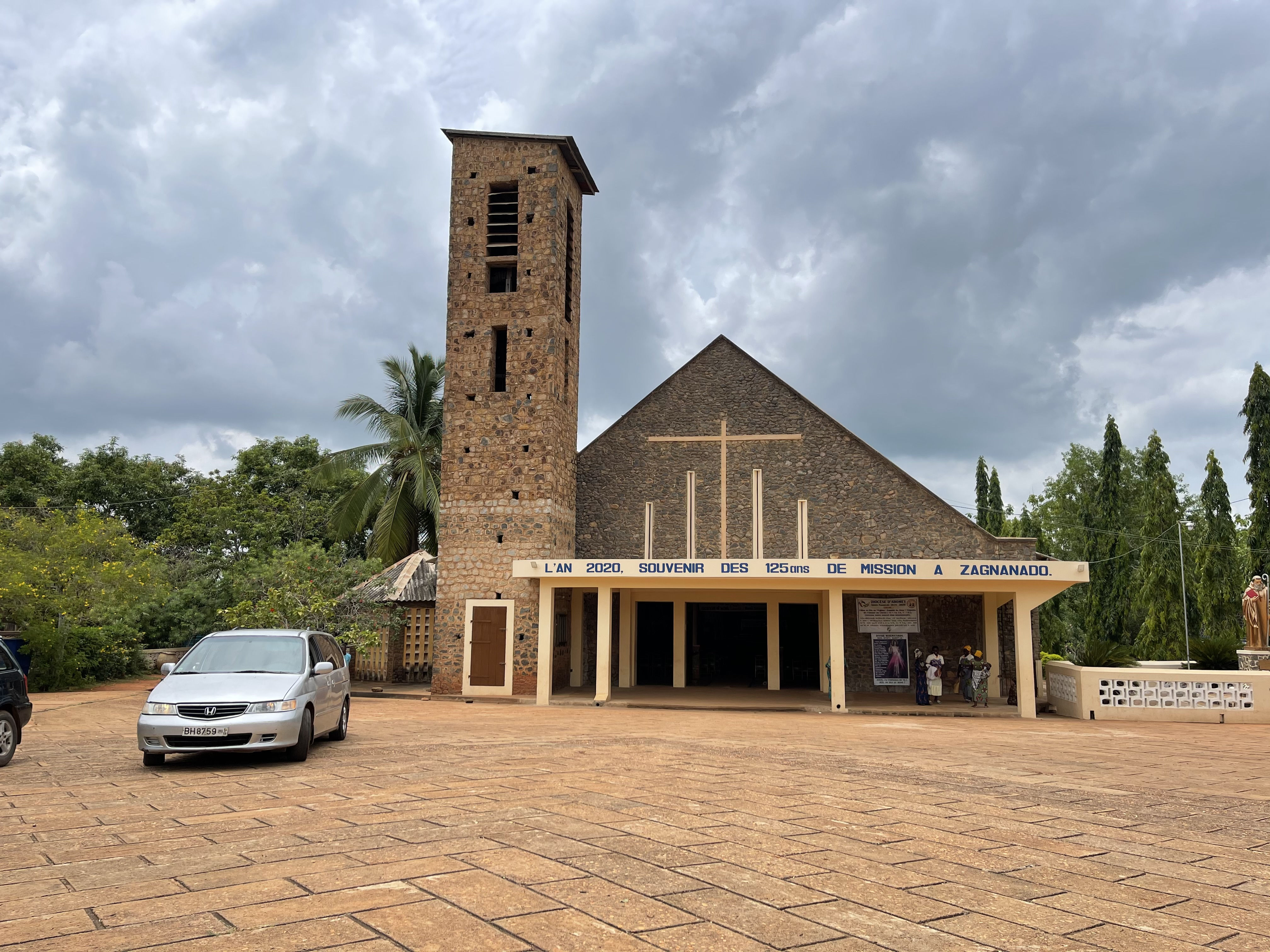
扎尼亞納多的教堂

扎尼亞納多（法語：Zagnanado）是貝寧的城鎮，位於該國中南部，由祖省負責管轄，面積750平方公里，海拔高度82米，2013年該城鎮人口55,061，人口密度每平方公里73人。